# Pseudodiaporthe
Pseudodiaporthe is een geslacht van schimmels behorend tot de familie Massarinaceae. De typesoort is Pseudodiaporthe coffeae. Later is deze soort heringedeeld naar het geslacht Massarina als Massarina coffeae. 

## Soorten
Volgens Index Fungorum telt het geslacht twee soorten (peildatum april 2022):
| Soortnaam                 | Auteur(s) | Publicatiejaar |
| ------------------------- | --------- | -------------- |
| Pseudodiaporthe keissleri | Petr.     | 1921           |
| Pseudodiaporthe major     | Speg.     | 1909           |